# Pietro Serantoni
Pietro Serantoni (12. december 1906 - 6. oktober 1964) var en italiensk fodboldspiller (midtbane) og -træner.
Serantoni blev verdensmester med Italiens landshold ved EM 1938 i Frankrig, og spillede alle italienernes fire kampe i turneringen. Han nåede i alt at spille 15 landskampe.
På klubplan spillede Serantoni hele karrieren i hjemlandet, hvor han blandt andet repræsenterede Ambrosiana-Inter, AS Roma og Juventus. Han vandt det italienske mesterskab med både Inter og Juventus.